# Бизерта
Бизерта (арап. بنزرت, фр. Bizerte) је град на крајњем северу Туниса. Главни је град истоименог вилајета и најсевернији град у Африци. У њему живи 114.371 становника.
Град је познат по лепим плажама и шумама. Туристичка сезона траје целе године.

## Географија
Бизерта је лука на обали Средоземног мора, близу острва Сардинија и Сицилија. Удаљена је 66 километара од града Туниса и 15 километара од рта Блан, најсеверније тачке Африке.

## Историја
Бизерту су основали су Феничани око 1100. године п. н. е. као своју трговачку испоставу. Током Пунских ратова град је био под утицајем Картагињана. Римљани су овај град звали лат. Hippo Zarytus. Када су тријумфовали у рату, разорили су град и препустили га савезницима из града Утика. Тиме је окончана 900 година стара историја пунске власти у овом региону.
Арапи су за време свог ширења на запад освојили овај град и дали му данашње име. Од средине 11. века овде се појавио ратнички племенски савез Бану хилал који је оставио јак утицај у култури. У 12. веку Бизерта је постала аутономна провинција.
До 19. века Бизерта је била стециште гусара. Због стратешки важног положаја Француска је 1880. године окупирала Бизерту и саградила поморску базу.

### Српска војска у Бизерти током Првог светског рата
У француској војној бази у Бизерти био је смештен део српске војске који је током Првог светског рата повукла из Србије. Ту су војници лечени и реорганизоване њихове јединице. Први војници су стигли почетком 1916, а последњи контингент је напустио Бизерту 1919. У спомен костурници на хришћанском гробљу у Бизерти сахрањено је 833 српских војника и официра.

### Историја од Другог светског рата
Око војне базе у Бизерти су се 1943. у тешким борбама сукобиле немачке и америчке трупе. После проглашења независности Туниса 1956. Француска је задржала контролу над Бизертом. Тунишани су блокирали и напали град 1961, на шта је Француска одговорила слањем 7000 падобранаца. Бивша колонијална сила је коначно напустила Бизерту 15. октобра 1963.

## Становништво
| Година       |
| Становништво |
| ------------ |

## Партнерски градови
- Каламата
- Тангер
- Порт Саид
- Анаба
- Палермо
- Оран